# Roupeldange
Roupeldange (fràncic lorenès Roupling, alemany Ruplingen) és un municipi francès situat al departament del Mosel·la i a la regió del Gran Est. L'any 2007 tenia 383 habitants.

## Demografia

### Població
El 2007 la població de fet de Roupeldange era de 383 persones. Hi havia 132 famílies, de les quals 20 eren unipersonals (4 homes vivint sols i 16 dones vivint soles), 48 parelles sense fills, 60 parelles amb fills i 4 famílies monoparentals amb fills.
La població ha evolucionat segons el següent gràfic:
Habitants censats

### Habitatges
El 2007 hi havia 140 habitatges, 136 eren l'habitatge principal de la família, 1 era una segona residència i 3 estaven desocupats. 132 eren cases i 7 eren apartaments. Dels 136 habitatges principals, 127 estaven ocupats pels seus propietaris, 7 estaven llogats i ocupats pels llogaters i 2 estaven cedits a títol gratuït; 3 tenien dues cambres, 7 en tenien tres, 20 en tenien quatre i 106 en tenien cinc o més. 123 habitatges disposaven pel capbaix d'una plaça de pàrquing. A 49 habitatges hi havia un automòbil i a 79 n'hi havia dos o més.

### Piràmide de població
La piràmide de població per edats i sexe el 2009 era:
| Homes | Edats   | Dones |
| ----- | ------- | ----- |
| 0     | 95 o +  | 0     |
| 0     | 90 a 94 | 0     |
| 4     | 85 a 89 | 4     |
| 0     | 80 a 84 | 0     |
| 4     | 75 a 79 | 0     |
| 4     | 70 a 74 | 4     |
| 4     | 65 a 69 | 12    |
| 12    | 60 a 64 | 12    |
| 12    | 55 a 59 | 8     |
| 12    | 50 a 54 | 8     |
| 24    | 45 a 49 | 16    |
| 4     | 40 a 44 | 8     |
| 24    | 35 a 39 | 24    |
| 8     | 30 a 34 | 12    |
| 4     | 25 a 29 | 8     |
| 28    | 20 a 24 | 20    |
| 16    | 15 a 19 | 24    |
| 24    | 10 a 14 | 16    |
| 4     | 5 a 9   | 16    |
| 12    | 0 a 4   | 8     |

## Economia
El 2007 la població en edat de treballar era de 267 persones, 192 eren actives i 75 eren inactives. De les 192 persones actives 175 estaven ocupades (99 homes i 76 dones) i 17 estaven aturades (4 homes i 13 dones). De les 75 persones inactives 15 estaven jubilades, 28 estaven estudiant i 32 estaven classificades com a «altres inactius».

### Ingressos
El 2009 a Roupeldange hi havia 137 unitats fiscals que integraven 413,5 persones, la mediana anual d'ingressos fiscals per persona era de 18.625 €.

### Activitats econòmiques
Dels 5 establiments que hi havia el 2007, 4 eren d'empreses de construcció i 1 d'una empresa d'hostatgeria i restauració.
Dels 4 establiments de servei als particulars que hi havia el 2009, 2 eren guixaires pintors, 1 electricista i 1 restaurant.
L'any 2000 a Roupeldange hi havia 6 explotacions agrícoles.

## Equipaments sanitaris i escolars
El 2009 hi havia una escola elemental.

## Poblacions més properes
El següent diagrama mostra les poblacions més properes.